# شجاعت (فیلم ۲۰۱۴)
شجاعت (به تامیلی: வீரம்) یک فیلم کمدی-اکشن هندی به زبان تامیلی محصول سال ۲۰۱۴ به کارگردانی سیفا تولید کمپانی ویجایا پروداکشنز است. در این فیلم آجیت کومار و تمنا باتیا به همراه بازیگران مکمل شامل؛ ویدهارت، بالا، سانتانام، نثار، پرادیپ راوات و آتول کولکارنی به ایفای نقش می‌پردازند. کارهای پیش تولید از دسامبر ۲۰۱۱ ادامه داشت و فیلمبرداری آن در آوریل ۲۰۱۳ آغاز شد. این فیلم در ۱۰ ژانویه ۲۰۱۴ منتشر شد و نقدهای مثبتی از منتقدان دریافت کرد و در گیشه موفق شد. و فیلم‌های کاتامارایدو (۲۰۱۷)، اودیا (۲۰۱۹) و گاهی عید گاهی دیوالی (۲۰۲۳) بازسازی این فیلم موفق هستند.

## داستان
وینایاک که زندگی اش در مسیر فعالیت‌های اجتماعی خطر ناک و مبارزه با خلافکاران می‌باشد اینبار می‌خواهد بخاطر ازدواج با دختری از تمام این مسائل کنار بکشد و عوض شود ولی ..